# 新谷のぼる・泉かおり
新谷のぼる・泉かおり（あらたに - ・いずみ - ）は、夫婦の漫才コンビ、2人でマジックを披露する事もあった。1982年に離婚しコンビ解消、のぼるはアラビアン風や中国風のいでたちでコミックマジシャンで活動中。かおりは完全に廃業し、吉本興業の主要劇場で中堅として活躍。
漫才でもマジックでもかおりのきついツッコミが特徴的だった。

## 概要・芸風
- のぼるは最初は梅田OSミュージックのコメディアンやヴォードヴィル等を経て、しゃべくりを交えたコミックマジシャンをやっていた。
- かおりは漫才作家の秋田實の最後の弟子。それ以前は東京でコロムビア・トップ・ライトの門下で女性とコンビを組んでいた。
- 名古屋の大須演芸場に出ているころ誘われ、1975年より吉本の花月に上がるようになる。
- 1982年に離婚しコンビ解消。

## メンバー
新谷 のぼる（本名：重田 隆弘、1943年 - ）
ボケ担当。
泉 かおり（本名：重田 実英子、1940年 - ）
ツッコミ担当。